# 西勢廣興宮
西勢廣興宮位於臺灣臺南市永康區，是西勢地區的境主廟，主祀謝府元帥謝玄，當地居民又稱此廟稱為「元帥廟」:71。
該廟的擔水餅習俗在2009年1月15日由臺南縣政府公告為文化資產。

## 沿革
根據廟誌說法，該廟的由來是有信徒蔡文福的祖先從軍，隨鄭成功來臺，之後於清乾隆五十四年（1789年）建簡單的小廟供奉謝府元帥:73。而後當地蔡家與梁家弟子因為謝府元帥神威顯赫，於道光八年（1828年）建造較具規模的廟宇，並自此稱「元帥廟」:73。
而除了廟誌的說法外，相原吉哉《臺南州祠廟名鑑》（1933年）和陳清誥、謝石城《臺南縣市寺廟大觀》（1963年）則記載廣興宮是創建於清雍正十三年（1735年），分香自大灣廣護宮的說法:72。據說當時隨著西勢的發展，居民們開始有了興建廟宇的想法，而居民因為苦於東方許縣溪的水患，遂從大灣廣護宮迎來謝府元帥建廟供奉，希望能鎮住許縣溪。據說建廟後，水最多只會淹到廟埕，不曾淹入廟中。戴文鋒《在地的瑰寶──永康的民俗祭儀與文化資產》一書提到，當地人大多認同廟誌的說法。
元帥廟之後在咸豐三年（1853年）、同治三年（1864年）、光緒十二年（1886年）有修建記錄:72。廟內有保存咸豐三年的古匾上面有提到廣興宮當時古名：東寧廣西故里三元帥廟。
二次大戰後的民國49年（1960年），因廟貌遭風雨侵蝕破損，該廟八角頭倡議重建，並將廟名更改為「廣興宮」:73。該次重建於民國53年（1964年）竣工，並舉行祈安建醮大典:73。民國69年（1980年），再次重建翻修，同年並再次建醮:74。民國95年（2006），廣興宮拆除重建:74。次年（2007年）廟方將管理組織申請改為財團法人，成立「財團法人臺南縣廣興宮」:74。民國99年（2010年）新廟落成，並舉行五朝清醮:74。

## 祀神
廣興宮除主神謝府元帥外，還供奉有岳府元帥、岑府元帥、天上聖母、觀世音菩薩、中壇元帥、福德正神、註生娘娘等神明。2013年，又增祀五路財神、文昌帝君、月下老人、太歲星君等神明:72。

## 祭祀圈
廣興宮的祭祀圈分布在永康西勢里（西勢、番薯厝）、新樹里（新庄仔）與新化崙頂里（崙仔頂），可分成7個角頭:75。7個角頭分別是:75：
| 行政區劃     | 聚落   | 角頭名   | 備註                                         |
| ------------ | ------ | -------- | -------------------------------------------- |
| 永康區西勢里 | 西勢   | 西勢前角 | 西勢國小西側一帶                             |
| 永康區西勢里 | 西勢   | 西勢後角 | 西勢國小東側一帶                             |
| 永康區西勢里 | 番薯厝 | 番薯厝   | 廣興宮所在區域                               |
| 永康區新樹里 | 新庄仔 | 新庄仔   | 富強路與中山壘部交界以北一帶。庄廟是忠義堂。 |
| 新化區崙頂里 | 崙仔頂 | 中角     | 庒廟是福德祠                                 |
| 新化區崙頂里 | 崙仔頂 | 東角     |                                              |
| 新化區崙頂里 | 崙仔頂 | 西角     |                                              |

而在早期，廣興宮的祭祀圈還有後田、英仔甲、樹仔腳等聚落，但後來後田與英仔甲都散庄，樹仔腳則因為距離遙遠和自行建立庄廟福安宮後退出，並有分靈廣興宮謝府元帥供奉:75。

## 祭祀活動
廣興宮的主要祭祀活動如下：
| 農曆日期   | 名稱         | 備註                 |
| ---------- | ------------ | -------------------- |
| 正月二十   | 福德正神誕辰 | 該日也是分水餅的日子 |
| 二月十五   | 岳府元帥聖誕 |                      |
| 四月廿八   | 謝府元帥聖誕 |                      |
| 五月廿三   | 岑府元帥聖誕 |                      |
| 七月二十   | 中元普渡     |                      |
| 九月初八   | 中壇元帥聖誕 |                      |
| 十二月廿四 | 送神         |                      |

## 傳說
據說在第二次世界大戰時，曾有一架日軍戰機在西勢上空被擊落，這時有一紅衣神明顯靈，將戰機推往許縣溪，最後落在溪畔的竹叢裡。當地信徒相信這是元帥爺的保佑，才讓戰機沒有直接掉到聚落內。
另外有傳說過去小孩子在溪邊戲水時，他們放在堤防上的衣物會被化身成小朋友的廣興宮太子爺收走，放到廟裡面，當時小孩子發現衣物被收走時，連忙拾起小泥土團丟向化身成小朋友的太子爺身後，追到廟裡時才發現太子爺金身後方有小泥土團。